# Jivka Ovtcharova
Jivka Ovtcharova oder Schiwka Owtscharowa auf Deutsch (bulgarisch Живка Овчарова; geboren 11. Januar 1957) ist eine bulgarische Ingenieurwissenschaftlerin und Professorin am Karlsruher Institut für Technologie.

## Leben
Ovtcharova begann 1975 ein Ingenieurstudium an der Technischen Universität in Sofia und setzte dieses ab 1976 in Moskau fort, wo sie am Moskauer Energetischen Institut  1982 die Diplomprüfung machte. 1983 wurde sie wissenschaftliche Mitarbeiterin an der Bulgarischen Akademie der Wissenschaften. Von Oktober 1987 an arbeitete sie am Fraunhofer-Institut für Graphische Datenverarbeitung (Fraunhofer-IGD) in Darmstadt und promovierte 1992 als Doktor der technischen Wissenschaften
in Sofia und 1996 ein zweites Mal in Graphischer Datenverarbeitung an der Technischen Hochschule Darmstadt. Zwischen 1998 und 2003 wurde sie als Abteilungsleiterin der Adam Opel GmbH in internationalen Projekten des General-Motors-Konzerns eingesetzt. Wieder in die Forschung wechselte sie im Oktober 2003  an die Technische Hochschule Karlsruhe als Institutsleiterin für Informationsmanagement im Ingenieurwesen. Sie hat seit 2003 eine Professur am heutigen Karlsruher Institut für Technologie (KIT) inne und ist seit 2004 auch Direktorin am Karlsruher FZI Forschungszentrum Informatik.
2011 verlieh ihr die Technische Universität Sofia die Ehrendoktorwürde.

## Schriften
- A framework for feature based product design: fundamental principles, system concepts, applications. VDI, Düsseldorf 1997, ISBN 3-18-324120-X (Dissertation, TH Darmstadt).